# تپه چغاسبز
تپه چغا سبز مربوط به مس و سنگ است و در شهرستان هرسین، بخش بیستون، دهستان شیرز، ۴ کیلومتری جنوب غربی روستای شاه آباد سفلی واقع شده و این اثر در تاریخ ۲۶ اسفند ۱۳۸۷ با شمارهٔ ثبت ۲۵۴۸۳ به‌عنوان یکی از آثار ملی ایران به ثبت رسیده‌است.